# Bill Condon
William „Bill“ Condon (* 22. Oktober 1955 in New York City, New York) ist ein US-amerikanischer Filmregisseur, Drehbuchautor und Filmproduzent.

## Leben

### Ausbildung und Regiedebüt
Bill Condon wurde 1955 in New York geboren. Schon von Kindheit an von Filmen fasziniert, besuchte er die Regis High School und wechselte dann an das Columbia College der Columbia University von New York, wo er später Philosophie studierte. Nach seinem Bachelor-of-Arts-Abschluss begann Condon als Journalist für Filmzeitschriften wie American Film oder Millimeter zu arbeiten. Ein analytisches Werk, veröffentlicht in der Zeitschrift Millimeter, machte ihn in den frühen 1980er Jahren mit dem Filmproduzenten Michael Laughlin bekannt, der Condon mit dem Drehbuch für sein Regiedebüt Die Experimente des Dr. S. (1981) betraute. In dem Thriller, der in einer Kleinstadt im Mittleren Westen der USA spielt, sehen sich die beiden Hauptdarsteller Michael Murphy und Louise Fletcher mit einem experimentierenden Wissenschaftler konfrontiert, der Highschool-Teenager in gewissenlose Mörder verwandelt. Zwei Jahre später schrieb Condon das Drehbuch zu Michael Laughlins zweitem Spielfilm Das Geheimnis von Centreville, der positive Kritiken erhielt und ebenso wie Die Experimente des Dr. S. in den kommenden Jahren in den USA zum Kultfilm avancieren sollte. In Das Geheimnis von Centreville, erneut mit Louise Fletcher, sowie Paul Le Mat und Nancy Allen besetzt, kommt ein Universitätsprofessor, auf der Suche nach seiner verschwundenen Ehefrau, einer Invasion von Aliens auf die Spur. 
Nach den ersten beiden Filmproduktionen als Drehbuchautor nahm der nur 1,65 m große Bill Condon 1987 erstmals selbst auf dem Regiestuhl Platz. Der Thriller Sister, Sister, auch bekannt als Das Hotel im Todesmoor, bei dem er gemeinsam mit Ginny Cerrella und Joel Cohen das Drehbuch verfasste, erzählt die Geschichte von den erwachsenen Geschwistern Lucy und Charlotte, die im Süden Louisianas eine Bed-and-Breakfast-Herberge betreiben. Die beiden haben Jahre zuvor aus Notwehr Charlottes Jugendfreund Jud getötet und seine Leiche in den nahe gelegenen Sümpfen versenkt. Als Juds Bruder Matt bei Lucy und Charlotte einkehrt, droht das Geheimnis gelüftet zu werden. Während die Leistung der beiden Hauptdarstellerinnen Judith Ivey und Jennifer Jason Leigh gelobt wurde, kritisierte man die Filmhandlung, die zu sehr an Werke Alfred Hitchcocks angelehnt schien.

### Fernseharbeiten und Erfolg mit Gods and Monsters
Nach dem Misserfolg seines Regiedebüts arbeitete Bill Condon mehrere Jahre für das amerikanische Fernsehen. Im Jahr 1991 feierte der Filmemacher sein Fernsehdebüt als Regisseur mit Mord 101. In dem Thriller sieht sich ein erfolgreicher Schriftsteller und Universitätsprofessor (gespielt von Pierce Brosnan) mit dem mysteriösen Tod eines seiner Studenten konfrontiert und gerät selbst unter Mordverdacht. Im selben Jahr folgten die Fernsehfilme Hass des Südens, eine provokative Geschichte über Rassenhass in den amerikanischen Südstaaten, und Der perfekte Mord, in dem ein erfolgreicher Anwalt plant, mit seiner Sekretärin (gespielt von Teri Hatcher) die ungeliebte Ehefrau zu beseitigen. Im selben Jahr schrieb Bill Condon das Drehbuch zu Richard Franklins Actionfilm F/X 2 – Die tödliche Illusion, doch sollten vier Jahre vergehen, ehe er wieder bei einer Kinoproduktion die Regie übernehmen sollte. Nach den Fernseharbeiten Das Biest hinter der Maske (1993) mit Robert Ulrich und der damals noch unbekannten Gwyneth Paltrow und Der Mann, der niemals starb (1995) mit Roger Moore in der Hauptrolle, führte Condon die Regie bei dem Kinofilm Candyman 2 – Die Blutrache. Der Horrorfilm ist eine Fortsetzung von Bernard Roses Candyman’s Fluch aus dem Jahr 1992 und beruht auf der Romanvorlage von Clive Barker, mit dem gemeinsam Condon das Drehbuch verfasste. Er erzählt die Geschichte von einem Serienmörder namens Candyman, der sich in New Orleans auf die Jagd nach einer Lehrerin (gespielt von Kelly Rowan) macht. Der Film konnte einen Gewinn von über 6 Mio. US-Dollar an den US-Kinokassen verbuchen.
Im Jahr 1998 nahm sich Bill Condon der Adaption von Christopher Brams Roman Father of Frankenstein an, der über die letzten Tage im Leben des homosexuellen Filmregisseurs James Whale (1889–1957) berichtet. Für die Hauptrolle von Whale, der mit Horrorfilmen wie Frankenstein (1931) oder Frankensteins Braut (1935) Filmgeschichte schrieb, konnte Condon den ebenfalls homosexuelle Film- und Theaterschauspieler Ian McKellen verpflichten. Der 3,5 Mio. US-Dollar teure Independent-Film, in weiteren Rollen mit Brendan Fraser, Lynn Redgrave und Lolita Davidovich besetzt und von Clive Barker produziert, wurde in 21 Tagen abgedreht und avancierte zu einem der erfolgreichsten Filme des Kinojahres 1998. Die Kritiker lobten Condons intelligente und poetische Inszenierung sowie die Schauspielleistungen von Ian McKellen und Lynn Redgrave. Das Drama, das in den USA einen Gewinn von fast 6,4 Mio. US-Dollar einspielte, erhielt u. a. den Preis des National Board of Review als bester Film des Jahres und drei Golden-Globe-Nominierungen. Bei der Oscarverleihung 1999 war Gods and Monsters für drei Academy Awards nominiert, doch nur Bill Condon konnte sich in der Kategorie Bestes adaptiertes Drehbuch gegen die Konkurrenz durchsetzen.

### Chicago, Kinsey und Dreamgirls
Nach dem großen Erfolg von Gods and Monsters nahm Bill Condon erst zwei Jahre später wieder auf dem Regiestuhl Platz um die Episode 1112 der Fernsehserie The Others zu inszenieren. In dem zwischen Science-Fiction und Horror angelegten Format spielte Julianne Nicholson die Hauptrolle einer hellseherisch begabten College-Studentin. 2001 lieferte Condon das Filmskript zu dem Fantasyfilm Der Teufel und Daniel Webster, in dem Anthony Hopkins als erfolgloser Schriftsteller für Ruhm und Reichtum seine Seele an den Teufel verkauft. An den Erfolg von Gods and Monsters konnte der Filmemacher erst ein Jahr später mit dem Drehbuch zu Rob Marshalls Musical-Verfilmung Chicago anknüpfen. Der Film, mit Richard Gere, Renée Zellweger und Catherine Zeta-Jones in den Hauptrollen, gewann bei der Oscarverleihung 2003 sechs Academy Awards, darunter die Trophäe für den besten Film des Jahres. Bill Condon, selbst für den Oscar nominiert, hatte gegenüber Ronald Harwood das Nachsehen, der für sein Skript zu Roman Polańskis Der Pianist ausgezeichnet wurde. Ein Jahr später nahm sich Condon als Regisseur und Drehbuchautor erfolgreich der Verfilmung des Lebens von Alfred Charles Kinsey (1894–1956) an. Die Filmbiografie die in Deutschland unter dem Titel Kinsey – Die Wahrheit über Sex veröffentlicht wurde, war kein finanzieller Erfolg, stand aber in der Gunst der Filmkritiker und erhielt drei Nominierungen für den Golden Globe. Hauptdarsteller Liam Neeson erhielt für seine Rolle des kontroversen Sexualforschers den Preis der Filmkritikervereinigung von Los Angeles, Nebendarstellerin Laura Linney ihre zweite Oscar-Nominierung.
Im Februar 2006 begannen die Dreharbeiten zu Bill Condons fünfter Regiearbeit für das Kino. Die Verfilmung des Broadway-Musicals Dreamgirls aus dem Jahr 1981 nimmt sich der Karriere der Musikgruppe The Supremes als Vorbild. Das Musical seinerzeit mit Jennifer Holliday, Sheryl Lee Ralph, Loretta Devine, Ben Harney, Cleavant Derricks und Obba Babatundé in den Hauptrollen besetzt, errang die Gunst von Kritikern und Publikum und wurde 1982 sechs Mal mit dem wichtigsten amerikanischen Theaterpreis Tony ausgezeichnet. Condon konnte für seine Filmversion um den Aufstieg dreier afroamerikanischer Sängerinnen Anfang der 1960er Jahre u. a. Beyoncé, Oscar-Preisträger Jamie Foxx, Eddie Murphy und Danny Glover gewinnen. Der Film, produziert von den Filmstudios DreamWorks SKG und Paramount Pictures, startete am 21. Dezember 2006 in den amerikanischen Kinos und konnte bereits einen Monat später seine Produktionskosten in Höhe von 70 Mio. US-Dollar (ca. 53,7 Mio. Euro) wieder einspielen. Die amerikanischen Kritiker waren gespaltener Meinung über den Film, der mit drei Golden Globes und zwei Oscars bedacht wurde. Während Dreamgirls von der Entertainment Weekly als „seltenes Filmmusical mit wahrem Freudentaumel“ gelobt wurde, kritisierte die Washington Post die Musikauswahl, die aus den 1980er-Jahre-Songs des Broadway-Musicals basierte, und sprach von einem „ungleichen Erfolg“. Der deutsche Filmdienst kritisierte die Regiearbeit Bill Condons und merkte an, dass Dreamgirls „letztlich [...] führerlos zwischen Künstler-Drama, Musical und historischem Quasi-Bio-Pic“ treiben würde.
2009 produzierte Condon die 81. Oscarverleihung. Ein Jahr später folgte die Regie an der Fernsehserie The Big C (2010). Danach übernahm er die Regie beim zweiteiligen Finale der Twilight-Saga (Bis(s) zum Ende der Nacht); der Kinostart des ersten Teiles ist für November 2011 geplant. Gegenwärtig arbeitet er an einer Filmbiografie über den Schauspieler Richard Pryor, in dem Marlon Wayans die Hauptrolle bekleiden soll.
Bill Condon ist Mitglied des Independent Feature Projects (IFP) in Los Angeles, einer Non-Profit-Organisation die Independentfilme unterstützt, sowie des Independent Writers Steering Committee, das von der Writers Guild of America (WGA) initiiert wurde. Privat ist Condon mit seinem langjährigen Lebenspartner Jack Morrissey liiert.

### Weitere Regiearbeiten
Mit Breaking Dawn – Biss zum Ende der Nacht, Teil 1 (veröffentlicht 2011) und Breaking Dawn – Biss zum Ende der Nacht, Teil 2 (veröffentlicht 2012) inszenierte Condon die beiden letzten Teile der Twilight-Kinoreihe, die auf dem Roman Bis(s) zum Ende der Nacht basieren. Von den Kritikern gemischt aufgenommen, waren beide finanziell weltweit erfolgreich. 
2013 folgte Inside Wikileaks – Die fünfte Gewalt, der die Geschichte von WikiLeaks zum Thema hat. Sein nächster Film Mr. Holmes (2015) machte einen alternden Sherlock Holmes zum Mittelpunkt. Die Schöne und das Biest, der Neuverfilmung des gleichnamigen Zeichentrickfilms von 1991, wurde Condons in finanzieller Hinsicht bislang erfolgreichster Film.

## Filmografie

### Regisseur
- 1987: Sister, Sister
- 1991: Mord 101 (Murder 101) (Fernsehfilm)
- 1991: Hass des Südens (White Lie) (Fernsehfilm)
- 1991: Der perfekte Mord (Dead in the Water) (Fernsehfilm)
- 1993: Das Biest hinter der Maske (Deadly Relations) (Fernsehfilm)
- 1993: Der Mann, der niemals starb (The Man Who Wouldn't Die) (Fernsehfilm)
- 1995: Candyman 2 – Die Blutrache (Candyman: Farewell to the Flesh)
- 1998: Gods and Monsters
- 2000: The Others (Fernsehserie)
- 2004: Kinsey – Die Wahrheit über Sex (Kinsey)
- 2006: Dreamgirls
- 2011: Breaking Dawn – Biss zum Ende der Nacht, Teil 1 (The Twilight Saga: Breaking Dawn – Part 1)
- 2012: Breaking Dawn – Biss zum Ende der Nacht, Teil 2 (The Twilight Saga: Breaking Dawn – Part 2)
- 2013: Inside Wikileaks – Die fünfte Gewalt (The Fifth Estate)
- 2015: Mr. Holmes
- 2017: Die Schöne und das Biest (Beauty and the Beast)
- 2019: The Good Liar – Das alte Böse (The Good Liar)
- 2025: Kiss of the Spider Woman

### Drehbuchautor
- 1981: Die Experimente des Dr. S. (Strange Behavior)
- 1983: Das Geheimnis von Centreville (Strange Invaders), mit Michael Laughlin
- 1987: Sister, Sister
- 1991: Mord 101 (Murder 101) (Fernsehfilm)
- 1991: F/X 2 – Die tödliche Illusion
- 1998: Gods and Monsters
- 2002: Chicago
- 2003: Shortcut to Happiness – Der Teufel steckt im Detail (The Devil and Daniel Webster)
- 2004: Kinsey – Die Wahrheit über Sex (Kinsey)
- 2006: Dreamgirls
- 2017: Greatest Showman (The Greatest Showman)
- 2025: Kiss of the Spider Woman

### Produzent
- 1981: Die Experimente des Dr. S. (Strange Behavior)
- 1995: Der Mann, der niemals starb (The Man Who Wouldn't Die)
- 2019: The Good Liar – Das alte Böse (The Good Liar)
- 2021: Come from Away

## Auszeichnungen

### Oscar
- 1999: Bestes adaptiertes Drehbuch für Gods and Monsters
- 2003: nominiert in der Kategorie Bestes adaptiertes Drehbuch für Chicago

### Golden Globe Award
- 2003: nominiert in der Kategorie Bestes Drehbuch für Chicago

### Weitere
Bram-Stoker-Preis
- 1999: Bestes Drehbuch für Gods and Monsters

British Independent Film Award
- 1999: nominiert in der Kategorie Beste Regie für Gods and Monsters

Broadcast Film Critics Association Awards
- 2005: nominiert in der Kategorie Bestes Drehbuch für Kinsey – Die Wahrheit über Sex

Chicago International Film Festival
- 1998: Zweiter Platz beim Publikumspreis für Gods and Monsters

Chlotrudis Award
- 1999: nominiert in der Kategorie Beste Regie für Gods and Monsters

Deauville Film Festival
- 1998: Kritikerpreis, nominiert für den Großen Spezialpreis für Gods and Monsters

Directors Guild of Great Britain
- 2005: nominiert in der Kategorie Beste Regie internationaler Film für Kinsey – Die Wahrheit über Sex

Edgar-Allan-Poe-Preis
- 1992: Bester Fernsehfilm oder Fernsehminiserie für Mord 101
- 2003: Bester Film für Chicago

Flanders International Film Festival
- 1998: Publikumspreis und FIPRESCI-Preis für Gods and Monsters

GLAAD Media Award
- 2005: Stephen-F.-Kolzak-Preis

Goldene Himbeere
- 2012: nominiert in der Kategorie Schlechteste Regie für Breaking Dawn – Bis(s) zum Ende der Nacht – Teil 1
- 2013: Schlechteste Regie für Breaking Dawn – Bis(s) zum Ende der Nacht – Teil 2

Independent Spirit Award
- 1999: nominiert in der Kategorie Bestes Drehbuch für Gods and Monsters
- 2005: nominiert in der Kategorie Bestes Drehbuch für Kinsey – Die Wahrheit über Sex

Festival Internacional de Cine de San Sebastián
- 1998: Spezialpreis der Jury, nominiert in der Kategorie Bester Film für Gods and Monsters

Satellite Awards
- 1999: Bestes adaptiertes Filmdrehbuch für Gods and Monsters
- 2003: nominiert in der Kategorie Bestes adaptiertes Drehbuch für Chicago
- 2005: nominiert in den Kategorien Beste Regie und Bestes Original-Drehbuch für Kinsey – Die Wahrheit über Sex

Saturn Award
- 1984: nominiert in der Kategorie Bestes Drehbuch für Das Geheimnis von Centreville

Seattle International Film Festival
- 1998: Beste Regie für Gods and Monsters

USC Scripter Award
- 1999: nominiert in der Kategorie Bestes Drehbuch für Gods and Monsters

Writers Guild of America
- 1999: nominiert in der Kategorie Bestes adaptiertes Drehbuch für Gods and Monsters
- 2003: nominiert in der Kategorie Bestes adaptiertes Drehbuch für Chicago
- 2005: nominiert in der Kategorie Bestes Original-Drehbuch für Kinsey – Die Wahrheit über Sex